# Eugenia magnifica
Eugenia magnifica là một loài thực vật có hoa trong Họ Đào kim nương. Loài này được Spring ex Mart. mô tả khoa học đầu tiên năm 1837.